# Uña
Uña è un comune spagnolo di 103 abitanti situato nella comunità autonoma di Castiglia-La Mancia.
Sorge sulle rive della laguna omonima, sulla sponda destra del fiume Júcar.